# 番屋
番屋（ばんや）
- 江戸時代に消防、自警団の役割をしていた自身番の詰所のこと。木戸番や火の見櫓を併設していることが多く江戸や大坂、京都などの大都市、地方の城下町で見られた。自身番は地元住民が交代で役割を担っていたことから、現在も地域の安全の拠点となる消防団の詰所や公民館として跡地が残る場所が多い。交番の元祖とも言える施設。
- 漁民が、漁場の近くの海岸線に作る作業場兼宿泊施設のこと。現在でも、日本各地の離島や山間僻地の海岸に見られる。日本海沿岸に残る鰊御殿は、番屋の一種ともいえる。ユースホステルとして利用されているものもある（桃岩荘YH）。